# Abasolo, Coahuila
Abasolo là một đô thị thuộc bang Coahuila, México. Năm 2005, dân số của đô thị này là 991 người.